# هیاشی‌چوکا

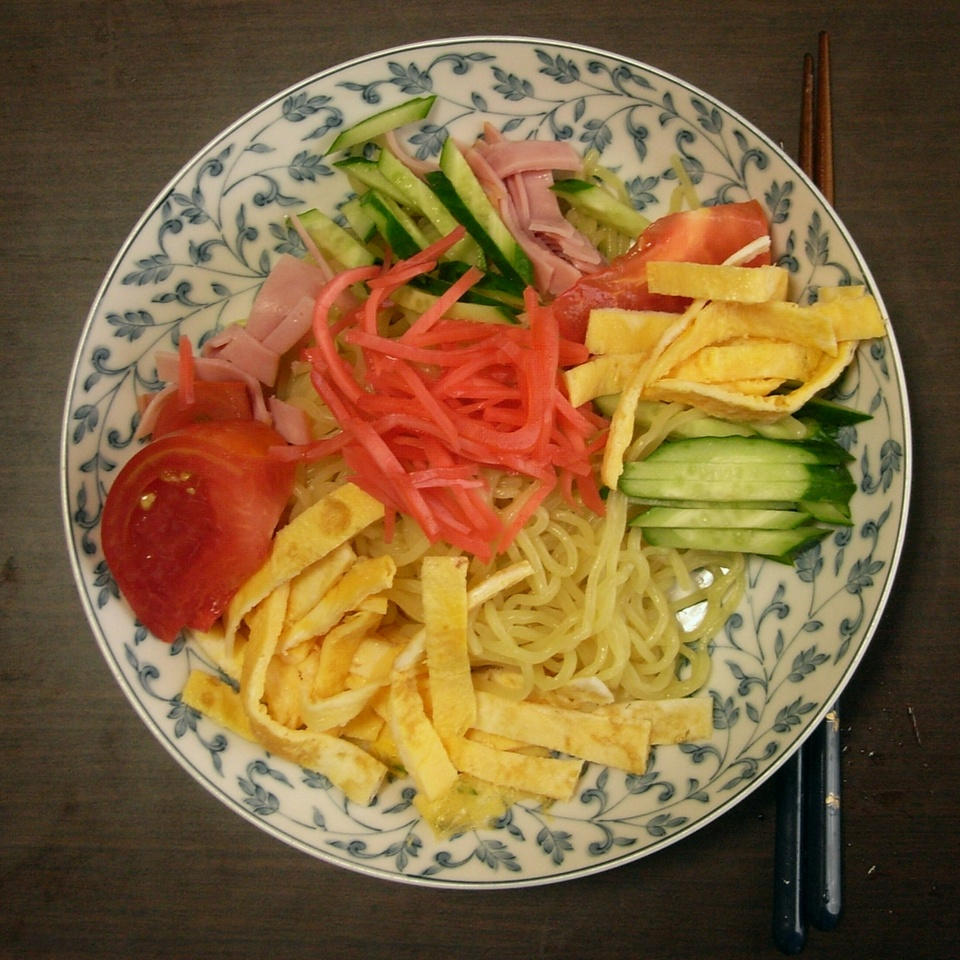
هیاشی‌چوکا

هیاشی‌چوکا (به ژاپنی: 冷やし中華 Hiyashi chuka)، یکی از انواع نودل است. در ژاپن نودل پس از پخته شدن در داخل آب سرد آبکشی می‌شود. مواد غذایی همراه نودل تعیین شده نیستند اما تمامی مواد باید به نحوی بریده شوند که خوردن آن با چاپستیک آسان باشد. برخلاف ژاپن در کشور چین این غذا به صورت گرم خورده می‌شود.

## نگارخانه

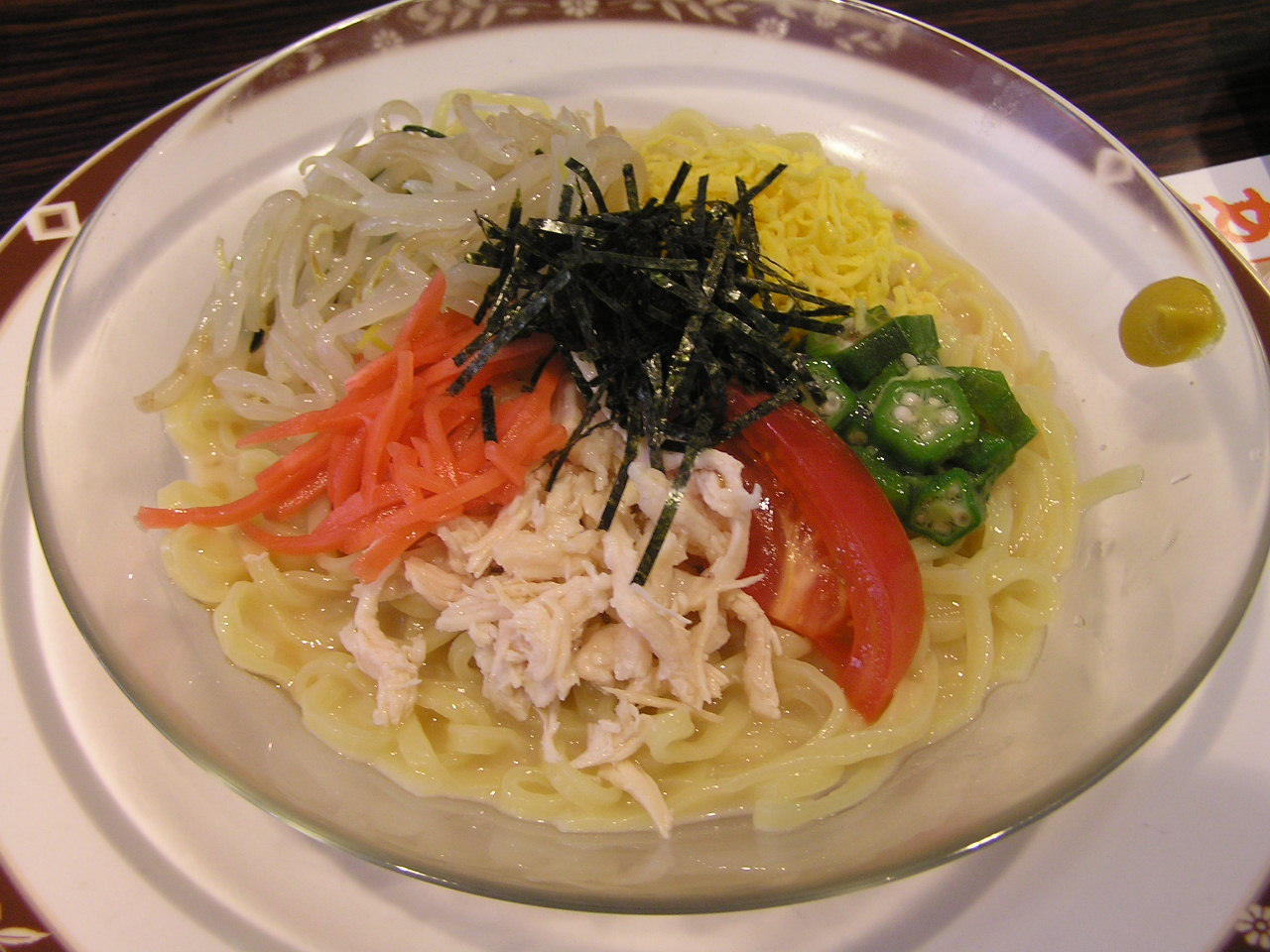
هیاشی‌چوکا